# 카페 콰드리

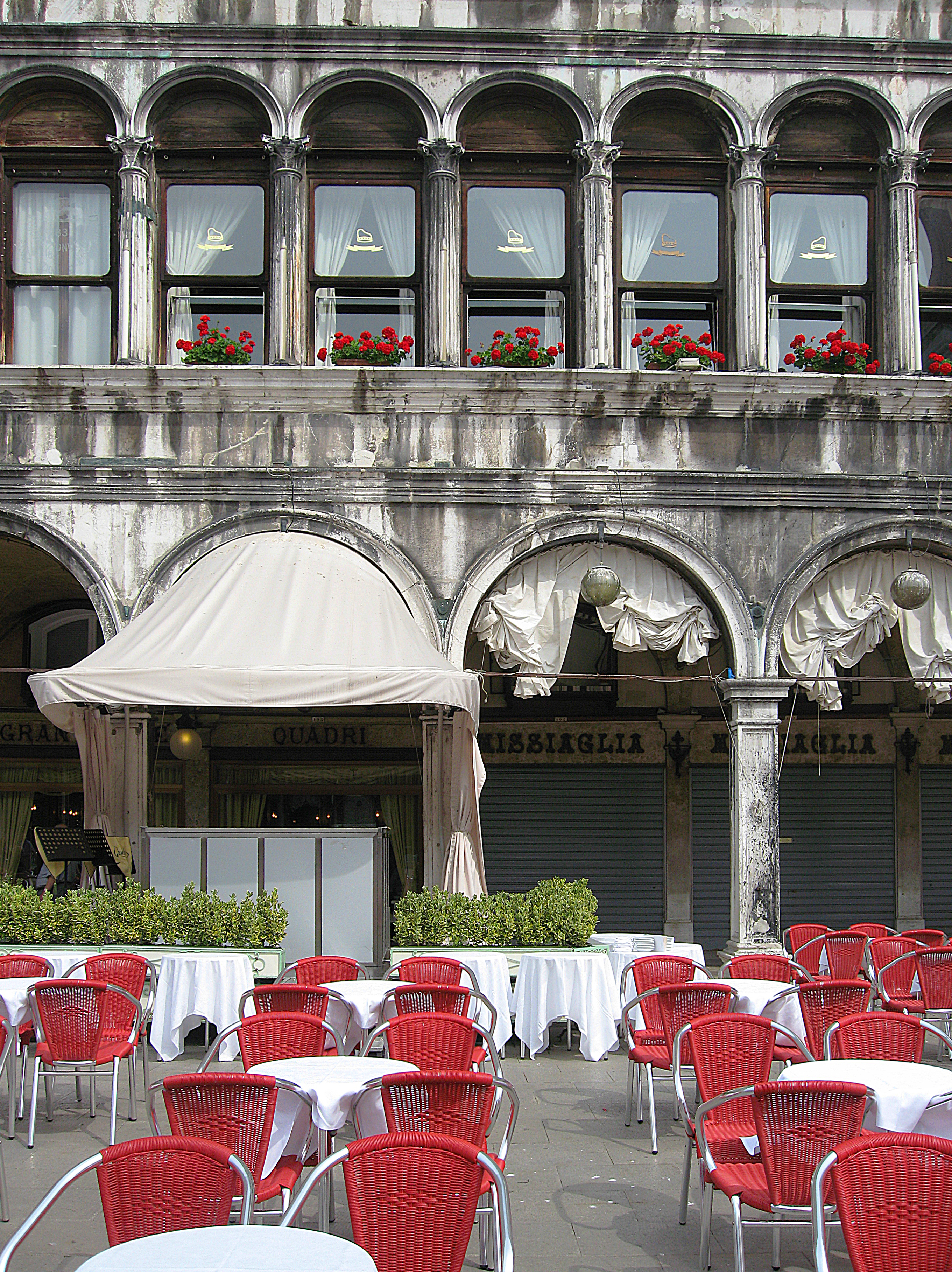
카페 콰드리

카페 콰드리(이탈리아어: Caffè Quadri)은 이탈리아 북동부 베네치아 산마르코 광장에 있는 카페이다. 광장에 북쪽부분인 프로쿠라티에 베키에에 위치한다.